# Урбанович, Галина Наполеоновна
Гали́на Наполео́новна Урбано́вич (5 сентября 1917, Баку — 8 мая 2011) — советская гимнастка, чемпион Олимпийских игр 1952 года. Заслуженный мастер спорта СССР, заслуженный тренер РСФСР.

## Биография
Воспитанница Заслуженного тренера СССР Бориса Астафьева.
В период Великой Отечественной войны работала медсестрой.
Скончалась 8 мая 2011 года. Прах Галины Урбанович захоронен в колумбарии Новодевичьего кладбища в Москве.

## Награды
- орден Трудового Красного Знамени (27.04.1957) — «за успехи, достигнутые в деле развития массового физкультурного движения в стране, повышения мастерства советских спортсменов, и успешное выступление на международных соревнованиях»